# Halloween Night (singel)
„Halloween Night” (jap. ハロウィン・ナイト) – czterdziesty pierwszy singel japońskiego zespołu AKB48, wydany w Japonii 26 sierpnia 2015 roku przez You! Be Cool.
Singel został wydany w dziewięciu edycjach: czterech regularnych i czterech limitowanych (Type A, Type B, Type C, Type D) oraz „teatralnej” (CD). Osiągnął 1 pozycję w rankingu Oricon i pozostał na liście przez 24 tygodnie, sprzedał się w nakładzie 1 331 573 egzemplarzy. Singel zdobył status płyty Milion.

## Lista utworów
Wszystkie utwory zostały napisane przez Yasushiego Akimoto.

### Type A
| CD  |                                                                                   |                                                                             |                                                                             |      |
| Nr  | Tytuł                                                                             | Kompozycja                                                                  | Aranżacja                                                                   | Czas |
| 1.  | „Halloween Night” (jap. ハロウィン・ナイト)                                       | Yoshimasa Inoue                                                             | Yoshimasa Inoue                                                             | 5:06 |
| 2.  | „Sayonara Surfboard” (jap. さよならサーフボード) (wyk. Under Girls)               | Yoshimasa Inoue                                                             | Yoshimasa Inoue                                                             | 5:00 |
| 3.  | „Kimi ni Wedding Dress o...” (jap. 君にウェディングドレスを…) (wyk. Future Girls) | Takanori Fukuta                                                             | Yūichi "Masa" Nonaka                                                        | 4:51 |
| 4.  | „Halloween Night” (jap. ハロウィン・ナイト) (off vocal ver.)                      | Yoshimasa Inoue                                                             | Yoshimasa Inoue                                                             | 5:06 |
| 5.  | „Sayonara Surfboard” (jap. さよならサーフボード) (off vocal ver.)                 | Yoshimasa Inoue                                                             | Yoshimasa Inoue                                                             | 5:00 |
| 6.  | „Kimi ni Wedding Dress o...” (jap. 君にウェディングドレスを…) (off vocal ver.)    | Takanori Fukuta                                                             | Yūichi "Masa" Nonaka                                                        | 4:51 |
| DVD |                                                                                   |                                                                             |                                                                             |      |
| Nr  | Tytuł                                                                             | Tytuł                                                                       | Tytuł                                                                       | Czas |
| 1.  | „Halloween Night” (jap. ハロウィン・ナイト) (Music Video)                         | „Halloween Night” (jap. ハロウィン・ナイト) (Music Video)                   | „Halloween Night” (jap. ハロウィン・ナイト) (Music Video)                   | 5:26 |
| 2.  | „Sayonara Surfboard” (jap. さよならサーフボード) (Music Video)                    | „Sayonara Surfboard” (jap. さよならサーフボード) (Music Video)              | „Sayonara Surfboard” (jap. さよならサーフボード) (Music Video)              | 6:05 |
| 3.  | „Kimi ni Wedding Dress o...” (jap. 君にウェディングドレスを…) (Music Video)       | „Kimi ni Wedding Dress o...” (jap. 君にウェディングドレスを…) (Music Video) | „Kimi ni Wedding Dress o...” (jap. 君にウェディングドレスを…) (Music Video) | 7:37 |

### Type B
| CD  |                                                                              |                                                                      |                                                                      |      |
| Nr  | Tytuł                                                                        | Kompozycja                                                           | Aranżacja                                                            | Czas |
| 1.  | „Halloween Night” (jap. ハロウィン・ナイト)                                  | Yoshimasa Inoue                                                      | Yoshimasa Inoue                                                      | 5:06 |
| 2.  | „Sayonara Surfboard” (jap. さよならサーフボード) (wyk. Under Girls)          | Yoshimasa Inoue                                                      | Yoshimasa Inoue                                                      | 5:00 |
| 3.  | „Kimi dake ga akimeiteita” (jap. 君だけが秋めいていた) (wyk. Upcoming Girls) | Motoi Okuda                                                          | Mine Kushita                                                         | 4:30 |
| 4.  | „Halloween Night” (jap. ハロウィン・ナイト) (off vocal ver.)                 | Yoshimasa Inoue                                                      | Yoshimasa Inoue                                                      | 5:06 |
| 5.  | „Sayonara Surfboard” (jap. さよならサーフボード) (off vocal ver.)            | Yoshimasa Inoue                                                      | Yoshimasa Inoue                                                      | 5:00 |
| 6.  | „Kimi dake ga akimeiteita” (jap. 君だけが秋めいていた) (off vocal ver.)      | Motoi Okuda                                                          | Mine Kushita                                                         | 4:30 |
| DVD |                                                                              |                                                                      |                                                                      |      |
| Nr  | Tytuł                                                                        | Tytuł                                                                | Tytuł                                                                | Czas |
| 1.  | „Halloween Night” (jap. ハロウィン・ナイト) (Music Video)                    | „Halloween Night” (jap. ハロウィン・ナイト) (Music Video)            | „Halloween Night” (jap. ハロウィン・ナイト) (Music Video)            | 5:26 |
| 2.  | „Sayonara Surfboard” (jap. さよならサーフボード) (Music Video)               | „Sayonara Surfboard” (jap. さよならサーフボード) (Music Video)       | „Sayonara Surfboard” (jap. さよならサーフボード) (Music Video)       | 6:05 |
| 3.  | „Kimi dake ga akimeiteita” (jap. 君だけが秋めいていた) (Music Video)         | „Kimi dake ga akimeiteita” (jap. 君だけが秋めいていた) (Music Video) | „Kimi dake ga akimeiteita” (jap. 君だけが秋めいていた) (Music Video) | 5:16 |

### Type C
| CD  |                                                                      |                                                                  |                                                                  |      |
| Nr  | Tytuł                                                                | Kompozycja                                                       | Aranżacja                                                        | Czas |
| 1.  | „Halloween Night” (jap. ハロウィン・ナイト)                          | Yoshimasa Inoue                                                  | Yoshimasa Inoue                                                  | 5:06 |
| 2.  | „Mizu no naka no dendōritsu” (jap. 水の中の伝導率) (wyk. Next Girls) | Shunsuke Tanaka                                                  | Hiroshi Sasaki                                                   | 4:33 |
| 3.  | „Ippome ondo” (jap. 一歩目音頭)                                      | Takashi Fukuda                                                   | Takashi Fukuda, Daisuke Fukuda                                   | 4:00 |
| 4.  | „Halloween Night” (jap. ハロウィン・ナイト) (off vocal ver.)         | Yoshimasa Inoue                                                  | Yoshimasa Inoue                                                  | 5:06 |
| 5.  | „Mizu no naka no dendōritsu” (jap. 水の中の伝導率) (off vocal ver.)  | Shunsuke Tanaka                                                  | Hiroshi Sasaki                                                   | 4:33 |
| 6.  | „Ippome ondo” (jap. 一歩目音頭) (off vocal ver.)                     | Takashi Fukuda                                                   | Takashi Fukuda, Daisuke Fukuda                                   | 4:00 |
| DVD |                                                                      |                                                                  |                                                                  |      |
| Nr  | Tytuł                                                                | Tytuł                                                            | Tytuł                                                            | Czas |
| 1.  | „Halloween Night” (jap. ハロウィン・ナイト) (Music Video)            | „Halloween Night” (jap. ハロウィン・ナイト) (Music Video)        | „Halloween Night” (jap. ハロウィン・ナイト) (Music Video)        | 5:26 |
| 2.  | „Mizu no naka no dendōritsu” (jap. 水の中の伝導率) (Music Video)     | „Mizu no naka no dendōritsu” (jap. 水の中の伝導率) (Music Video) | „Mizu no naka no dendōritsu” (jap. 水の中の伝導率) (Music Video) | 4:47 |
| 3.  | „Ippome ondo” (jap. 一歩目音頭) (Music Video)                        | „Ippome ondo” (jap. 一歩目音頭) (Music Video)                    | „Ippome ondo” (jap. 一歩目音頭) (Music Video)                    | 4:13 |

### Type D
| CD  |                                                                      |                                                                  |                                                                  |      |
| Nr  | Tytuł                                                                | Kompozycja                                                       | Aranżacja                                                        | Czas |
| 1.  | „Halloween Night” (jap. ハロウィン・ナイト)                          | Yoshimasa Inoue                                                  | Yoshimasa Inoue                                                  | 5:06 |
| 2.  | „Mizu no naka no dendōritsu” (jap. 水の中の伝導率) (wyk. Next Girls) | Shunsuke Tanaka                                                  | Hiroshi Sasaki                                                   | 4:33 |
| 3.  | „Yankee Machine Gun” (jap. ヤンキーマシンガン)                       | Tadashi Tsukida                                                  | Tadashi Tsukida                                                  | 4:00 |
| 4.  | „Halloween Night” (jap. ハロウィン・ナイト) (off vocal ver.)         | Yoshimasa Inoue                                                  | Yoshimasa Inoue                                                  | 5:06 |
| 5.  | „Mizu no naka no dendōritsu” (jap. 水の中の伝導率) (off vocal ver.)  | Shunsuke Tanaka                                                  | Hiroshi Sasaki                                                   | 4:33 |
| 6.  | „Yankee Machine Gun” (jap. ヤンキーマシンガン) (off vocal ver.)      | Tadashi Tsukida                                                  | Tadashi Tsukida                                                  | 4:00 |
| DVD |                                                                      |                                                                  |                                                                  |      |
| Nr  | Tytuł                                                                | Tytuł                                                            | Tytuł                                                            | Czas |
| 1.  | „Halloween Night” (jap. ハロウィン・ナイト) (Music Video)            | „Halloween Night” (jap. ハロウィン・ナイト) (Music Video)        | „Halloween Night” (jap. ハロウィン・ナイト) (Music Video)        | 5:26 |
| 2.  | „Mizu no naka no dendōritsu” (jap. 水の中の伝導率) (Music Video)     | „Mizu no naka no dendōritsu” (jap. 水の中の伝導率) (Music Video) | „Mizu no naka no dendōritsu” (jap. 水の中の伝導率) (Music Video) | 4:47 |
| 3.  | „Yankee Machine Gun” (jap. ヤンキーマシンガン) (Music Video)         | „Yankee Machine Gun” (jap. ヤンキーマシンガン) (Music Video)     | „Yankee Machine Gun” (jap. ヤンキーマシンガン) (Music Video)     | 4:10 |

### Wer. teatralna
| CD |                                                                     |                 |                 |      |
| Nr | Tytuł                                                               | Kompozycja      | Aranżacja       | Czas |
| 1. | „Halloween Night” (jap. ハロウィン・ナイト)                         | Yoshimasa Inoue | Yoshimasa Inoue | 5:06 |
| 2. | „Sayonara Surfboard” (jap. さよならサーフボード) (wyk. Under Girls) | Yoshimasa Inoue | Yoshimasa Inoue | 5:00 |
| 3. | „Gunzō” (jap. 群像)                                                 | Kōhei Wada      | Kōhei Wada      | 4:31 |
| 4. | „Halloween Night” (jap. ハロウィン・ナイト) (off vocal ver.)        | Yoshimasa Inoue | Yoshimasa Inoue | 5:06 |
| 5. | „Sayonara Surfboard” (jap. さよならサーフボード) (off vocal ver.)   | Yoshimasa Inoue | Yoshimasa Inoue | 5:00 |
| 6. | „Gunzō” (jap. 群像) (off vocal ver.)                                | Kōhei Wada      | Kōhei Wada      | 4:31 |

## Skład zespołu
Członkinie, które wzięły udział w nagraniu singla, zostały wybrane w drodze głosowania:
| „Halloween Night” |
| --- |
| - AKB48 Team A: Minami Takahashi (4.), Haruka Shimazaki (9.), Yui Yokoyama (10.) - AKB48 Team K: Tomu Mutō (16.) - AKB48 Team B: Mayu Watanabe (3.) - AKB48 Team B / NGT48: Yuki Kashiwagi (2.) - SKE48 Team S / AKB48 Team K: Jurina Matsui (5.) - SKE48 Team KII: Akane Takayanagi (14.), Kaori Matsumura (13.) - SKE48 Team E: Aya Shibata (15.) - NMB48 Team N / AKB48 Team K: Sayaka Yamamoto (6.) - NMB48 Team BII / AKB48 Team B: Miyuki Watanabe (12.) - HKT48 Team H: Rino Sashihara (1., środek) - HKT48 Team KIV / AKB48 Team A: Sakura Miyawaki (7.) - NGT48: Rie Kitahara (11.) - SNH48 Team SII / SKE48 Team S: Sae Miyazawa (8.) |

| „Sayonara Surfboard” |
| --- |
| - AKB48 Team K: Aki Takajō (30.), Minami Minegishi (19.) - AKB48 Team B: Katō Rena (28.), Yuria Kizaki (22.) - AKB48 Team 4: Nana Okada (29.), Mako Kojima (26.), Juri Takahashi (25.) - SKE48 Team S: Masana Ōya (20.) - SKE48 Team KII: Mina Ōba (27.), Nao Furuhata (24.) - SKE48 Team E: Akari Suda (18.), Marika Tani (23.) - HKT48 Team H: Meru Tashima (32.) - HKT48 Team H / AKB48 Team K: Haruka Kodama (17., środek) - HKT48 Team KIV: Mai Fuchigami (31.) - HKT48 Team KIV / AKB48 Team 4: Mio Tomonaga (21.) |

| „Kimi ni Wedding Dress o...” |
| --- |
| - AKB48 Team K: Yūka Tano (47.), Mukaichi Mion (44.) - AKB48 Team B: Natsuki Uchiyama (39.) - SKE48 Team S: Haruka Futamura (38.), Ami Miyamae (45.) - SKE48 Team E: Kanon Kimoto (48.) - NMB48 Team N: Kei Jōnishi (36.) - NMB48 Team M: Reina Fujie (35.), Fūko Yagura (40.) - NMB48 Team M / AKB48 Team A: Miru Shiroma (34.) - HKT48 Team H: Chihiro Anai (33., środek), Yui Kōjina (46.), Riko Sakaguchi (37.) - HKT48 Team KIV: Aika Ōta (41.), Kanna Okada (42.), Madoka Moriyasu (43.) |

| „Kimi dake ga akimeiteita” |
| --- |
| - AKB48 Team A: Yukari Sasaki (50.) - AKB48 Team K: Shinobu Mogi (57.) - SKE48 Team S: Rion Azuma (61.), Risako Gotō (52.), Suzuran Yamauchi (63.) - SKE48 Team KII: Sarina Sōda (55.) - SKE48 Team E: Kyōka Isohara (53.), Rumi Katō (62.), Sumire Satō (49., środek) - NMB48 Team N: Yūka Katō (59.), Riho Kotani (54.), Akari Yoshida (64.) - NMB48 Team BII: Ayaka Umeda (56.), Shū Yabushita (60.) - NMB48 Team BII / AKB48 Team 4: Nagisa Shibuya (58.) - HKT48 Team H: Natsumi Matsuoka (51.) |

| „Mizu no naka no dendōritsu” |
| --- |
| - AKB48 Team A: Nana Owada (75.) - AKB48 Team K: Haruka Ishida (71.), Ayana Shinozaki (78.), Mariya Nagao (69.) - AKB48 Team 4: Miyū Omori (67.) - SKE48 Team S: Mai Takeuchi (76.) - SKE48 Team S / AKB48 Team 4: Ryōha Kitagawa (66.) - SKE48 Team KII: Anna Ishida (77.) - SKE48 Team E: Madoka Umemoto (68.), Natsuki Kamata (70.), Haruka Kumazaki (73.), Makiko Saitō (65., środek) - NMB48 Team M: Airi Tanigawa (74.) - NMB48 Team BII: Miori Ichikawa (79.) - HKT48 Team KIV: Nao Ueki (72.), Aoi Motomura (80.) |

| „Ippome ondo” |
| --- |
| - AKB48 Team A: Nana Owada, Haruna Kojima, Haruka Shimazaki, Minami Takahashi, Yui Yokoyama - AKB48 Team K: Mion Mukaichi - AKB48 Team B: Rena Katō, Yuria Kizaki, Mayu Watanabe (środek) - AKB48 Team B / NGT48: Yuki Kashiwagi - AKB48 Team 4: Mako Kojima, Juri Takahashi - SKE48 Team S / AKB48 Team K: Jurina Matsui - NMB48 Team N / AKB48 Team K: Sayaka Yamamoto - HKT48 Team H: Rino Sashihara - HKT48 Team KIV / AKB48 Team A: Sakura Miyawaki |

| „Yankee Machine Gun” |
| --- |
| - AKB48 Team A: Haruka Shimazaki (środek), Anna Iriyama, Nana Owada, Minami Takahashi, Yui Yokoyama - AKB48 Team K: Mion Mukaichi - AKB48 Team B: Natsuki Uchiyama, Ryōka Ōshima, Rena Katō, Yuria Kizaki - AKB48 Team 4: Mako Kojima, Juri Takahashi - SKE48 Team S / AKB48 Team K: Jurina Matsui - NMB48 Team N / AKB48 Team K: Sayaka Yamamoto - NMB48 Team BII / AKB48 Team B: Miyuki Watanabe - HKT48 Team H / AKB48 Team K: Haruka Kodama - HKT48 Team KIV / AKB48 Team A: Sakura Miyawaki (środek) - AKB48 Graduated Members: Rina Kawaei |

| „Gunzō” |
| --- |
| - AKB48 Team A: Haruka Shimazaki, Minami Takahashi, Yui Yokoyama - SKE48 Team S / AKB48 Team K: Jurina Matsui - NMB48 Team N / AKB48 Team K: Sayaka Yamamoto - HKT48 Team H / AKB48 Team K: Haruka Kodama - HKT48 Team KIV / AKB48 Team A: Sakura Miyawaki |

## Notowania
| Lista                             | Pozycja |
| --------------------------------- | ------- |
| Oricon Weekly Singles Chart       | 1       |
| Oricon Yearly Singles Chart       | 2       |
| Billboard Japan Hot 100           | 1       |
| Billboard Japan Hot Singles Sales | 1       |

## Wersja JKT48
Grupa JKT48 wydała własną wersję piosenki jako jedenasty singel. Ukazał się 26 sierpnia 2015 roku w dwóch edycjach: CD+DVD i „Music Download Card”.

### Lista utworów
Wer. regularna
| CD  |                                                |                                                |      |
| Nr  | Tytuł                                          | Oryginalna piosenka                            | Czas |
| 1.  | „Halloween Night”                              | „Halloween Night”                              |      |
| 2.  | „Halloween Night” (Dangdut Version)            | „Halloween Night”                              |      |
| 3.  | „Ratu Para Idola -Idol no Ouja-”               | „Idol no ōja”                                  |      |
| 4.  | „Don’t Look Back!”                             | „Don't look back!”                             |      |
| 5.  | „Ingin Meraih Puncak! -Teppen Tottande!-”      | „Teppen tottande!”                             |      |
| 6.  | „Halloween Night” (English Version)            | „Halloween Night”                              |      |
| DVD |                                                |                                                |      |
| Nr  | Tytuł                                          | Tytuł                                          | Czas |
| 1.  | „Halloween Night” (Music Video)                | „Halloween Night” (Music Video)                |      |
| 2.  | „Halloween Night Music Video Behind The Scene” | „Halloween Night Music Video Behind The Scene” |      |

Wer. „Music Download Card”
| Nr | Tytuł                               | Oryginalna piosenka | Czas |
| -- | ----------------------------------- | ------------------- | ---- |
| 1. | „Halloween Night”                   | „Halloween Night”   |      |
| 2. | „Halloween Night” (English Version) | „Halloween Night”   |      |